# Pedro de Villafranca
Pedro de Villafranca y Malagón (Alcolea de Calatrava, 1615 - Madrid, 1684) fou un pintor i gravador espanyol durant el barroc espanyol. De jove es traslladà a Madrid, i s'establí al taller de Vicente Carducho. En aquest moment conegué a Pedro Perret, de qui probablement aprengué l'art del gravat.

## Biografia
L'any 1634 es casà amb Francisca de Aranda Altamirano i a la mort d'aquesta cap a l'any 1640, es tornà a casar amb Sebastiana de Rojas, vídua d'un fill de Perret. A partir d'aquest moment, Villafranca entra a la vida artística de la cort. Establí relació amb els artistes del moment, i com apareix en diversa documentació fou marmessor de Juan de Arellano juntament amb Juan de Solís. Tingué relació també amb Antonio Arias entre altres artistes i es coneix que cap a 1660 realitza diferents feines, com ara el daurat de les reixes de la capella de Nostra Senyora d'Atocha per encàrrec reial, així com la restauració de la Sala de Batalles del Monestir d'El Escorial, realitzada el 1677 amb Claudio Coello per encàrrec de Juan Carreño de Miranda.
Va morir el 27 de juliol de 1684 i fou enterrat a la Parròquia de Sant Sebastià. Al seu testament (donat el 1680) declarà que Felip IV de Castella l'havia fet «el seu tallador de làmines» cap al 1654 -amb cent ducats de renda per any- que portava sense cobrar aproximadament des de 1659.

## Obra
Com a gravador realitzà obres de gran qualitat i destacà com a retratista, amb certa influència de Diego Velázquez. Algunes peces són el retrat de Fernando Ortiz Valdés inclòs a la seva obra Gratulación político cathólica (1644) o el de la reina Isabel de Borbó curosament estampat a la Pompa funeral editada l'any 1645, any de la seva mort. A banda de la seva extensa obra com a gravador, també destacà com a pintor tot i que la seva producció fou menor. Destacà un retrat de Felip IV realitzat l'any 1657 i on es pot observar certa influència de Velázquez, actualment dipositat pel Museo del Prado a la Biblioteca Museu Víctor Balaguer. Altres obres són una aparició de la Santíssima Trinitat a sant Agustí de las Agustinas Recoletas de Pamplona, inspirat en una obra d'Anton Van Dyck o les cinc pintures d'un retaule dedicat a Sant Andreu a la parroquial de Matabuena (Segovia) de 1652.